# Llista de topònims de Maspujols
Llista de topònims (noms propis de lloc) del municipi de Maspujols, al Baix Camp
Informació actualitzada per un bot. Els canvis manuals es perdran quan s'actualitzi!

## entitat singular de població
| imatge | Nom       | Ubicat a  | instància de                                   | Detalls | coordenades                                                                  | Protecció | Commons (més fotos) | Dades a WD                    |
| ------ | --------- | --------- | ---------------------------------------------- | ------- | ---------------------------------------------------------------------------- | --------- | ------------------- | ----------------------------- |
|        | Maspujols | Maspujols | entitat singular de població capital municipal | 823 hab | 41° 10′ 56″ N, 1° 02′ 43″ E / 41.182222222222°N,1.0452777777778°E 208 msnm   |           |                     | Modifica les dades a Wikidata |
|        | Rocabruna | Maspujols | entitat singular de població                   | 70 hab  | 41° 11′ 14″ N, 1° 02′ 20″ E / 41.1873486398423°N,1.03879195222003°E 270 msnm |           |                     | Modifica les dades a Wikidata |

## església
| imatge | Nom                            | Ubicat a  | instància de    | Detalls                     | coordenades                                          | Protecció                                  | Commons (més fotos)               | Dades a WD                    |
| ------ | ------------------------------ | --------- | --------------- | --------------------------- | ---------------------------------------------------- | ------------------------------------------ | --------------------------------- | ----------------------------- |
|        | Ermita de Sant Antoni de Pàdua | Maspujols | església ermita | Estil: arquitectura popular | 41° 10′ 52″ N, 1° 02′ 37″ E / 41.181134°N,1.043617°E | bé integrant del patrimoni cultural català | Sant Antoni de Pàdua de Maspujols | Modifica les dades a Wikidata |
|        | Santa Maria de Maspujols       | Maspujols | església        | Estil: barroc               | 41° 10′ 56″ N, 1° 02′ 48″ E / 41.182094°N,1.046539°E | bé cultural d'interès local                | Santa Maria de Maspujols          | Modifica les dades a Wikidata |

## masia
| imatge | Nom             | Ubicat a  | instància de | Detalls                     | coordenades                                                         | Protecció                   | Commons (més fotos)   | Dades a WD                    |
| ------ | --------------- | --------- | ------------ | --------------------------- | ------------------------------------------------------------------- | --------------------------- | --------------------- | ----------------------------- |
|        | Cal Pujol       | Maspujols | masia        | Estil: arquitectura popular | 41° 10′ 57″ N, 1° 02′ 47″ E / 41.1825°N,1.04628°E                   | bé cultural d'interès local | Cal Pujol (Maspujols) | Modifica les dades a Wikidata |
|        | Mas de Gevaller | Maspujols | masia        |                             | 41° 10′ 42″ N, 1° 02′ 29″ E / 41.1784021119445°N,1.04130021846448°E |                             |                       | Modifica les dades a Wikidata |

## muntanya
| imatge | Nom             | Ubicat a                    | instància de | Detalls | coordenades                                                         | Protecció | Commons (més fotos) | Dades a WD                    |
| ------ | --------------- | --------------------------- | ------------ | ------- | ------------------------------------------------------------------- | --------- | ------------------- | ----------------------------- |
|        | Campana         | Maspujols l'Aleixar         | muntanya     |         | 41° 11′ 37″ N, 1° 02′ 09″ E / 41.19352222°N,1.0357825°E 384.1 msnm  |           |                     | Modifica les dades a Wikidata |
|        | Macabeu         | Maspujols                   | muntanya     |         | 41° 10′ 56″ N, 1° 02′ 16″ E / 41.18223333°N,1.03775278°E 292.1 msnm |           |                     | Modifica les dades a Wikidata |
|        | Serret del Cisa | Alforja Maspujols l'Aleixar | muntanya     |         | 41° 11′ 59″ N, 1° 01′ 03″ E / 41.199653°N,1.017457°E 542 msnm       |           | Serret del Cisa     | Modifica les dades a Wikidata |

## Misc
| imatge | Nom                            | Ubicat a                                       | instància de      | Detalls                                    | coordenades                                                                                             | Protecció                                  | Commons (més fotos) | Dades a WD                    |
| ------ | ------------------------------ | ---------------------------------------------- | ----------------- | ------------------------------------------ | --- | ------------------------------------------ | ------------------- | ----------------------------- |
|        | Roca Bruna                     | Maspujols                                      | vèrtex geodèsic   | Alt: 1.2m                                  | 41° 11′ 59″ N, 1° 01′ 03″ E / 41.199637°N,1.017454°E 542.12 msnm                                        |                                            |                     | Modifica les dades a Wikidata |
|        | cal Po                         | Maspujols                                      | casa              | Estil: arquitectura eclèctica 19th century | 41° 10′ 56″ N, 1° 02′ 44″ E / 41.182209°N,1.045594°E ca:C. de Dalt, 17 213 msnm                         | bé integrant del patrimoni cultural català | Cal Po (Maspujols)  | Modifica les dades a Wikidata |
|        | casa consistorial de Maspujols | Maspujols                                      | casa consistorial |                                            | 41° 10′ 55″ N, 1° 02′ 45″ E / 41.18185566220812°N,1.0457509870338042°E                                  |                                            |                     | Modifica les dades a Wikidata |
|        | riera de Maspujols             | Vilaplana l'Aleixar Maspujols Riudoms Cambrils | curs d'aigua      | Desemboca: mar Mediterrània                | 41° 15′ 22″ N, 1° 03′ 23″ E / 41.256237°N,1.056271°E 41° 03′ 49″ N, 1° 04′ 55″ E / 41.06368°N,1.08202°E |                                            | Riera de Maspujols  | Modifica les dades a Wikidata |